# Lionel Savreux
Lionel Savreux, né le 23 mars 1976, est un joueur français de rink hockey occupant le poste d'attaquant.

## Biographie
Il est formé au SCRA Saint-Omer et y joue la première division du championnat de France dès 1992. Appelé en équipe nationale, il participe à plusieurs compétitions internationales : championnat du monde A et championnat d'Europe junior et senior.

## Palmarès
- 2 titres de Coupe de France
- 5 titres de Championnat de France de N1